# 존 도어
L. 존 도어(L. John Doerr, 1951년 6월 29일 ~ )는 미국 캘리포니아주 멘로파크의 클레이너 퍼킨스의 미국의 투자자, 벤처 캐피털리스트이다. 2009년 2월, 도어는 고용 및 경쟁력에 관한 대통령 자문위원회의 일원으로 임명되어 대통령과 대통령 관할 부서에 미국의 경제 침체의 해결을 시도하는 고충을 제공하였다. 2017년 포브스와 관련하여 그는 기술 부문 40대 부자로 이름을 올렸다. 포브스는 미국에서 105번째, 전 세계에서는 303번째로 부유한 사람으로 등재하였으며 순자산은 2021년 3월 3일 기준 US$ 12.7 billion이다.